# 源深路駅
座標: 北緯31度14分34.8秒 東経121度31分29.71秒 / 北緯31.243000度 東経121.5249194度
源深路駅（げんしんろえき）は中華人民共和国上海市浦東新区陸家嘴街道と洋涇街道の境界、浦東大道と源深路の交差点にある、上海軌道交通14号線の駅。

## 駅構造
対面式ホーム2面2線の地下駅で、出口は6箇所ある。

## 駅出口
- 1A号出口 - 源深路、浦東大道
- 1B号出口 - 源深路、浦東大道
- 2号出口 - 華開路、浦東大道
- 3A号出口 - 浦東大道
- 3B号出口 - 浦東大道
- 4号出口 - 源深路、浦東大道

## 隣の駅
上海地下鉄
 14号線
浦東大道駅 - 源深路駅 - 昌邑路駅